# FC Sellier & Bellot Vlašim
El FC Graffin Vlašim es un equipo de fútbol de la República Checa que juega en la Druhá liga, la segunda liga de fútbol más importante del país.

## Historia
Fue fundado en el año 1922 en la ciudad de Vlašim y nunca han jugado en la Gambrinus liga y nunca jugaron en la Primera División de Checoslovaquia antes de la separación en 1992.

## Palmarés
- Bohemian Football League: 1

2008/09